# Psyra rufolinearia
Psyra rufolinearia là một loài bướm đêm trong họ Geometridae.